# Jeho bratr
Jeho bratr (v originále Son frère) je francouzský hraný film z roku 2003, který režíroval Patrice Chéreau jako adaptaci stejnojmenného románu Philippa Bessona, vydaného v roce 2001. Snímek měl světovou premiéru na mezinárodním filmovém festivalu v Berlíně dne 11. února 2003.

## Děj
Thomas žije v Paříži a trpí nevyléčitelnou nemocí, která ničí jeho krevní destičky. Jednoho večera navštíví svého bratra Luca, kterého už dlouho neviděl, aby mu řekl, jak vážná je jeho nemoc. Thomasova přítelkyně Claire už nemoc nedokáže snášet a odmítá Thomase v jeho nejhorším stavu vidět. Rozhodne se ho opustit. Oba muži se pak rozhodnou odjet a odpočinout si v rodném domě na ostrově Ré.

## Obsazení
| Bruno Todeschini  | Thomas    |
| Éric Caravaca     | Luc       |
| Nathalie Boutefeu | Claire    |
| Maurice Garrel    | starý muž |
| Catherine Ferran  | šéflékař  |
| Antoinette Moya   | matka     |
| Robinson Stévenin | Manuel    |
| Fred Ulysse       | otec      |
| Pascal Greggory   | lékař     |
| Sylvain Jacques   | Vincent   |

## Ocenění
- Lumières: nejlepší herec (Bruno Todeschini)
- Berlinale: Stříbrný medvěd za nejlepší režii (Patrice Chéreau)
- César: nominace v kategorii nejlepší herec (Bruno Todeschini)